# Antillolpium hummelincki
Antillolpium hummelincki es una especie de arácnido del orden Pseudoscorpionida de la familia Olpiidae.

## Distribución geográfica
Se encuentra en las Islas Caimán.